# Bathing Ghat, Bulandshahr
Bathing Ghat tại Bulandshahr là một nền đá với các bậc thang được đặt giữa bốn tháp hình nón trên bờ sông Kali ở Bulandshahr, Ấn Độ. Đá khởi đầu được đặt vào năm 1878 dưới sự giám sát của thẩm phán quận Anh và người thu thập cho Dịch vụ Dân sự Ấn Độ, Frederick Growse. Nó được hoàn thành vào năm 1880.

## Nguồn gốc

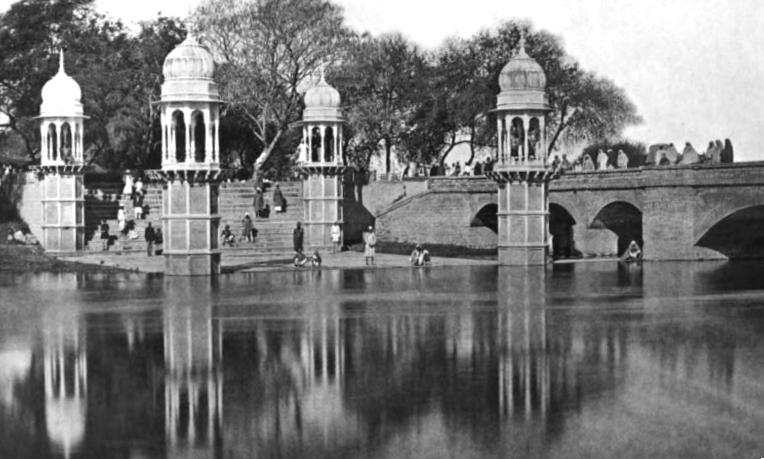
Bathing ghat Bulandshahr 1880

## Gallery (2023)

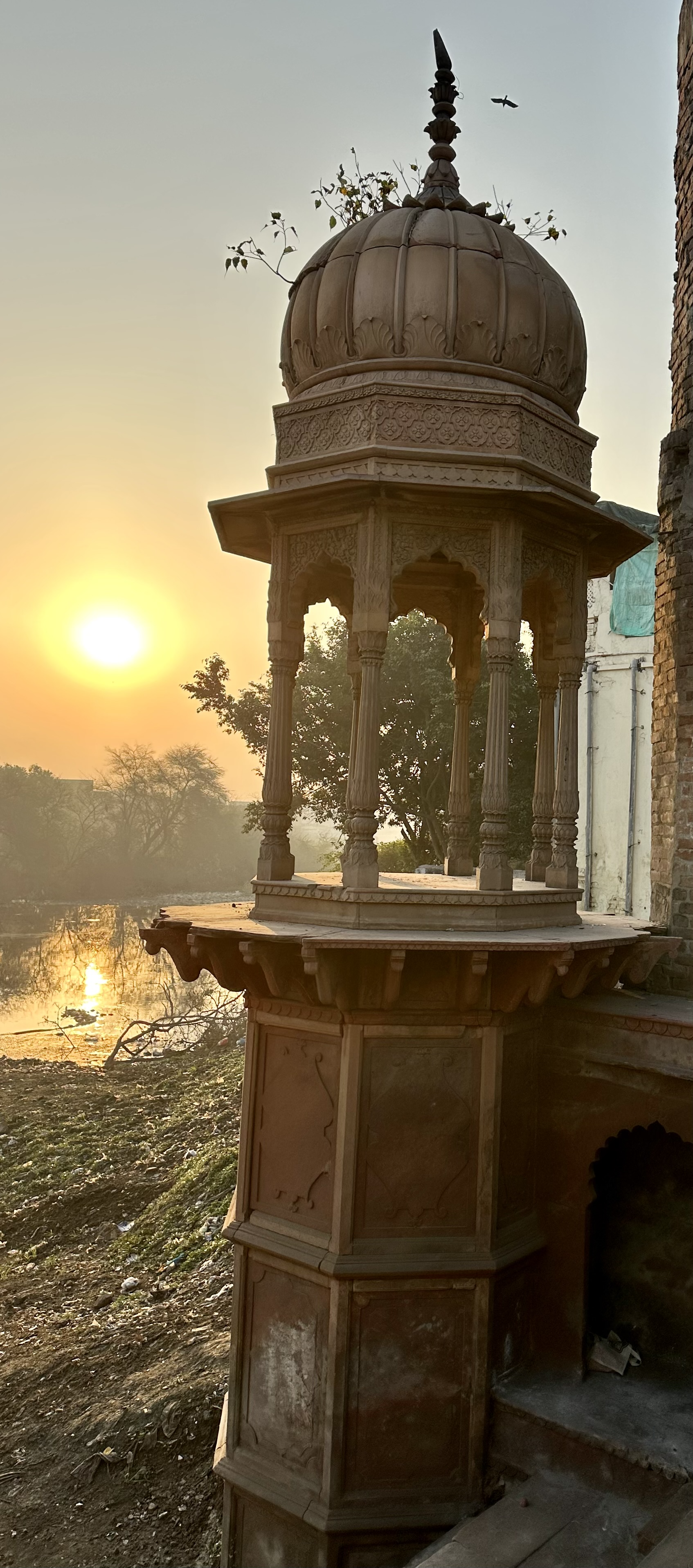